# Kanton Séderon
Der Kanton Séderon war bis 2015 ein französischer Wahlkreis im Arrondissement Nyons, im Département Drôme und in der Region Rhône-Alpes; sein Hauptort war Séderon.
Der 18 Gemeinden umfassende Kanton hatte 2059 Einwohner (Stand 2012). Seine Fläche betrug 361,58 km².

## Gemeinden
| Gemeinde                | Einwohner | Fläche in ha |
| ----------------------- | --------- | ------------ |
| Aulan                   | 5         | 1055         |
| Ballons                 | 66        | 1723         |
| Barret-de-Lioure        | 47        | 3464         |
| Eygalayes               | 76        | 1797         |
| Ferrassières            | 113       | 2927         |
| Izon-la-Bruisse         | 14        | 1465         |
| Laborel                 | 112       | 2391         |
| Lachau                  | 225       | 2578         |
| Mévouillon              | 204       | 2909         |
| Montauban-sur-l’Ouvèze  | 85        | 3229         |
| Montbrun-les-Bains      | 428       | 3326         |
| Montfroc                | 57        | 1476         |
| Montguers               | 55        | 1106         |
| Reilhanette             | 119       | 1478         |
| Séderon (chef-lieu)     | 286       | 2030         |
| Vers-sur-Méouge         | 52        | 1381         |
| Villebois-les-Pins      | 20        | 1081         |
| Villefranche-le-Château | 21        | 742          |